# Klaviertrio Nr. 39 (Haydn)
Das Klaviertrio No. 39 in G-Dur Hob. XV/25 von Joseph Haydn wurde im Jahr 1795 komponiert. Es ist vermutlich Haydns bekanntestes Klaviertrio und wird als „Zigeunertrio“ bezeichnet, da sein finaler Satz als Rondo „in ungarischer Weise“ geschrieben wurde.
In den Titelblättern des Stücks wird erwähnt, dass es auch mit einem Cembalo gespielt werden kann. Zudem wurde der Klavierpart üblicherweise von Frauen in häuslichen Runden gespielt. Ursprünglich wurde das Stück als Sonate bezeichnet.

## Aufbau
Das Trio besteht aus drei Sätzen:
1. Andante (G-Dur, 2/4-Takt)
2. Poco adagio, cantabile (E-Dur, 3/4-Takt)
3. Finale. Rondo a l’Ongarese: Presto (G-Dur, 2/4-Takt)

Haydn hält sich bei der Komposition dieses Werkes nicht an die gängige dreisätzige Sonatenform mit einem beginnenden Kopfsatz, sondern verarbeitet im ersten Satz ein Thema in rondoartiger Variationsform. Der melodische zweite Satz ist in drei Teilen gegliedert, wobei der Mittelteil in A-Dur von der Geige geführt wird. Im temperamentvollen dritten Satz im ungarischen Stil setzt Haydn einen bewussten Kontrast zu den ersten beiden relativ ruhigen Sätzen und prägt damit das gesamte Werk. Dieser dritte Satz wird deshalb oftmals als eine beliebte Zugabe bei kammermusikalischen Veranstaltungen gewählt.

## Rezeption
Das Werk wurde durch die englische Firma „Longman and Broderrip“ verlegt. Selten wird heutzutage dafür die Opuszahl 73 verwendet. Alle drei Trios der Opuszahl 73 hat Haydn seiner Freundin Rebecca Schroeter gewidmet, der Witwe des deutschen Pianisten und Komponisten Johann Samuel Schroeter.